# Kirill (Dmitrijev)
Kirill (rodným jménem: Boris Michajlovič Dmitrijev; * 24. listopadu 1954, San Francisco) je kněz Ruské pravoslavné církve v zahraničí a arcibiskup sanfranciský a západoamerický.

## Život
Narodil se 24. listopadu 1954 v San Franciscu. Od dětství sloužil v pravoslavném chrámu.
Když mu bylo 18 let byl arcibiskupem sanfranciským a západoamerickým Anthonym (Medveděvem) vysvěcen na čtece a zároveň vstoupil do Pravoslavného duchovního semináře v Jordanville. Po ukončení studia semináře nastoupil na Kalifornskou univerzitu v San Franciscu, kterou dokončil roku 1976, kde získal bakalářský titul z teologie. Poté nastoupil na Akademii svatého Vladimíra v New Yorku, kde získal magisterský titul z teologie.
Roku 1981 byl v Jeruzalémě postřižen na monacha a byl metropolitou Filaretem (Vozněsenskim) vysvěcen na hierodiakona a stejného roku i na hieromonacha. Ve stejném roce byl jmenován duchovním ruské misie v zahraničí v Jeruzalémě a učitelem ruštiny a angličtiny na škole v Betánii.
V roce 1982 byl ze zdravotních důvodů přeložen do západoamerické eparchie.
Roku 1987 byl jmenován ředitelem Církevního gymnasia svatých Cyrila a Metoděje v San Franciscu a současně byl povýšen na igumena.
Dne 6. června 1992 byl Archijerejským synodem RPCZ jmenován vikářem eparchie San Francisco a Západní Amerika s titulem biskup seattlejský. Biskupská chirotonie proběhla o den později. Hlavním světitelem byl metropolita Vitalij (Ustinov) a spolusvětiteli byli arcibiskup Anthony (Medveděv), arcibiskup Laurus (Škurla) a biskup Hilarion (Kapral).
Dne 17. října 2000 byl jmenován biskupem San Francisca a Západní Ameriky.
Dne 13. prosince 2003 byl povýšen na arcibiskupa.
S rozhodnutím Archijerejského synodu RPCZ ze dne 9. prosince 2011 byl jmenován správcem farností ruské pravoslavné církve v zahraničí v Mexiku.

## Řády a vyznamenání

### Církevní
- 2009 – Řád svatého Innokentija Moskevského 2. třídy
- 2012 – Řád přepodobného Sergija Radoněžského 2. třídy
- 2017 – Řád přepodobného Serafima Sarovského 3. třídy

### Státní
- Romanovci (Ruské impérium)
  - 2010 – Řád svaté Anny 2. třídy
  - 2013 – Řád svaté Anny 1. třídy
  - 2014 – Řád svatého Vladimíra 2. třídy